# Sidney Chalhoub

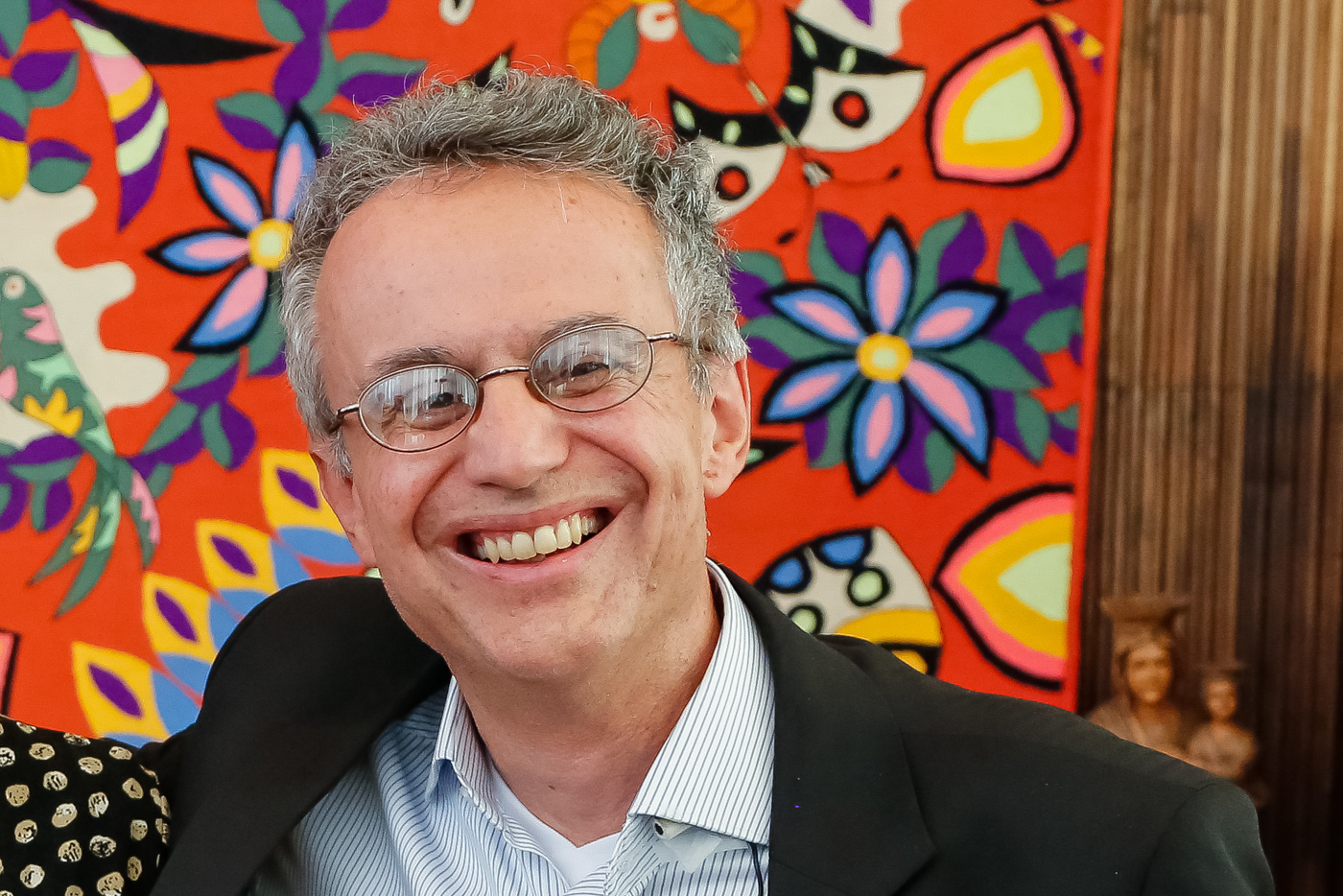
Sidney Chalhoub

Sidney Chalhoub (* 1957 in Rio de Janeiro) ist ein brasilianischer Historiker.
Chalhoub studierte Geschichtswissenschaft an der Lawrence University (1979), erlangte einen Master an der Universidade Federal Fluminense (1984) und promovierte 1989 an der Universidade Estadual de Campinas (UNICAMP), wo er auch als Titularprofessor arbeitete. Seit Juli 2015 ist er Geschichtsprofessor an der Harvard University.
In seinen Schriften befasst sich Chalhoub hauptsächlich mit der Geschichte von Rio de Janeiro, mit der Abschaffung der Sklaverei sowie mit dem brasilianischen Nationalschriftsteller Machado de Assis. 1997 gewann er mit seinem Buch Cidade febril den Jabuti-Preis. Weitere bekannte Werke sind Trabalho, lar e botequim (1986) und A história contada (1998).